# Persecuzione dell'omosessualità in Unione Sovietica
La persecuzione dell'omosessualità in URSS fu un fenomeno politico-sociale che caratterizzò la nazione sovietica a partire dal 1934 quando, sotto il governo di Stalin, furono introdotte nuove norme giuridiche contro la sodomia, la pedofilia e lo sfruttamento sessuale.

## Una pagina di storia poco nota
La crisi economica, la perestrojka e il disfacimento dell'Unione hanno permesso al mondo occidentale di conoscere vari aspetti fino ad allora largamente sconosciuti o semplicemente ignorati che riguardavano la sfera politica ma soprattutto sociale dell'URSS e proprio in quest'ultima si riconduce la scoperta della situazione degli omosessuali nell'Unione Sovietica.
Fino all'epoca di Pietro il Grande, l'omosessualità in Russia era tollerata anche se sanzionata dalla Chiesa ortodossa con penitenze; tuttavia nel 1706 venne introdotto il rogo per chiunque fosse stato scoperto in un rapporto omosessuale.
Nel 1917, sotto il governo di Lenin, l'omosessualità venne decriminalizzata e fu permesso anche ai gay di entrare nel Partito Comunista dell'Unione Sovietica.
Poi, nel 1924, l'omosessualità venne criminalizzata nella RSS Azera, poi nella RSS Uzbeka nel 1926 e in seguito anche nella RSS Turkmena nel 1927. Il concetto del rispetto della libertà dell'individuo permise alla legislazione sovietica sull'omosessualità d'essere indicata come valido esempio al Congresso mondiale della Lega per le riforme sessuali tenutosi a Copenaghen nel 1928. Nel 1930 l'omosessualità venne riconosciuta come malattia. Mark Serejskij, perito medico, scrisse nella Grande enciclopedia sovietica che:
(Kon Igor, Soviet Homophobia)
Ma Serejskij continua nella stessa enciclopedia definendo la omosessualità una malattia difficile se non impossibile da curare, così "pur riconoscendo la scorrettezza dello sviluppo omosessuale [...] la nostra società combina misure terapeutiche e profilattiche con tutte le necessarie condizioni per rendere il conflitto che affligge gli omosessuali il meno doloroso possibile e per risolvere il loro tipico estraneamento dalla società all'interno del collettivo" (Sereisky, 1930, p. 593).
Anche il famoso psichiatra Vladimir Michajlovič Bechterev che testimoniò in quegli anni, durante un processo a carico di un omosessuale, come perito, dichiarò che "l'ostentazione pubblica di tali impulsi... è socialmente nociva e non può essere consentita".

## La svolta stalinista
Negli anni trenta, sotto Stalin, iniziò però un periodo di repressione generale della sessualità (il "Termidoro sessuale") ed articoli contro l'omosessualità furono introdotti in tutti i codici penali delle Repubbliche sovietiche.Col decreto del 17 dicembre 1933 e con la legge del 7 marzo 1934, l'omosessualità divenne di nuovo un reato.

Nel gennaio del 1936 Nikolaj Krylenko, commissario del popolo (cioè ministro) per la giustizia, annunciò che:

L'omosessualità giunse così ad essere considerata "controrivoluzionaria" e una "manifestazione della decadenza della borghesia", tanto che nel 1952 fu scritto nella Grande enciclopedia sovietica:

## Le repressione e i gulag
Secondo l'articolo 121 del Codice penale della Repubblica Sovietica Russa, l'omosessualità (muželožstvo) era punibile con la privazione della libertà per un periodo fino a 5 anni e, secondo l'articolo 121.2, nel caso di uso o minaccia d'uso di violenza fisica, o di sfruttamento della posizione dipendente della vittima, o di rapporti con minorenni, fino a 8 anni.
Nei gulag si incarcerarono milioni di persone per i motivi più vari e disparati, compresa l'omosessualità, condannandole ai lavori forzati.
Dal 1935 ai primi anni del 1980 sono stati condannati, sulla base dell'articolo 121, circa 50.000 uomini omosessuali.
Il KGB, i servizi segreti sovietici, usarono la minaccia di denuncia dell'omosessualità (vera o falsa) per spaventare gli intellettuali russi. Di conseguenza, vennero condannati per omosessualità architetti, artisti e leader pubblici o di partito che erano caduti in disgrazia. Questo ha provocato tra gli uomini gay un clima reale di terrore che, tra le altre cose, ha impedito lo sviluppo di un'auto-coscienza o di una cultura LGBT.

## L'abolizione delle leggi antiomosessuali
Le prime repubbliche ad abolire gli articoli contro l'omosessualità furono, dopo la disgregazione dell'Unione Sovietica, la Lituania, la Lettonia, l'Estonia e l'Ucraina, ma la necessità di ottenere un posto nel Consiglio d'Europa e quindi di mostrare una Russia nuova e liberale, indusse Boris El'cin ad abolire con un emendamento il 29 aprile 1993 l'articolo 121, pur mantenendo la punizione per i reati legati alla violenza ed alla coercizione.
Nel 1993 l'omosessualità, dopo la riforma generale del codice penale, era ancora contemplata nell'articolo 132, intitolato Omosessualità o soddisfazione di passione sessuale in altre forme pervertite.
L'amore fra soggetti adulti venne quindi ad essere legale, ma l'omosessualità continuava ad essere vista come una patologia psichiatrica e come una perversione. I legislatori poi fecero una grande confusione, tanto che l'articolo 144 prevedeva che il rapporto sessuale rappresentasse comunque una forma di "coercizione autorizzata". Nel 1995 la Duma approvò la riforma, ma il presidente Boris Nikolaevič El'cin ed il Consiglio della federazione la respinsero. Si tentò quindi un miglioramento e nel 1997 si arrivò finalmente a elaborare il Capitolo 18, sui "Delitti nella sfera dei rapporti sessuali".
Per la prima volta comparve nel codice penale il lesbismo, autorizzato fra donne adulte consenzienti, ma condannato in presenza di atti di violenza. L'articolo 132 dello stesso capitolo condannava, al comma 3/b, il grave danneggiamento alla salute, infezione da HIV o altre conseguenze gravi. E infatti tuttora la permanenza in Russia di uno straniero oltre i tre mesi prevede, per il visto, una certificazione di sieronegatività da parte di una clinica pubblica.
In compenso, con la stesura del nuovo articolo si parlò, per la prima volta, di uguaglianza di genere di fronte al reato sessuale, e l'età del consenso venne stabilita infine per tutti a14 anni.

## Oltre l'URSS
Il clima culturale vieta tutt'oggi ai politici post-sovietici di affrontare la tematica dei diritti dei gay e delle lesbiche, in quanto temono di calpestare il concetto della "difesa della famiglia tradizionale russa" e quindi di perdere consensi.
Chi ha provato a farlo, paradossalmente, è stato Vladimir Žirinovskij, forse per mostrare un atteggiamento liberale ma, pensando che la sua fosse solo una provocazione, non venne preso sul serio.
A tutt'oggi il mondo politico e quello gay sembrano in Russia essere ancora due cose separate, tanto che viene ad essere cosa difficile e pericolosa organizzare un semplice Gay Pride o una manifestazione per i diritti dei gay in gran parte dei Paesi post-sovietici.